# Пиче Вирь
Пиче Вирь — посёлок в Ичалковском районе Республики Мордовия России. Входит в состав Гуляевского сельского поселения.

## История
Основан после 1930 года переселенцами из села Кендя.

## Население
| 2002 | 2010 |
| ---- | ---- |
| 5    | ↘0   |

Национальный состав
Согласно результатам переписи 2002 года, в национальной структуре населения русские составляли 100 %